# Phare de Toward Point
Le phare de Toward Point est un phare édifié à l'extrémité sud de la péninsule de Cowal, proche du village de Toward (en) (en gaélique écossais :Tollard) dans le comté de Argyll and Bute dans le sud-ouest de l'Écosse. Il est au point extrême sud-ouest de la ligne de faille des Highlands qui traverse le continent écossais.
Il est maintenant protégé en tant que monument classé du Royaume-Uni de catégorie B.
Ce phare est géré par le Clyde Port Authority (en).

## Histoire
La station a été conçue et réalisée par les ingénieurs civils écossais Thomas Stevenson et David Stevenson et mis en service en 1854.
Toward Point a été mis en service en 1812. Il a été conçu construit par l'ingénieur écossais Robert Stevenson (1772-1850) pour le compte du Cumbrae Lighthouse Trust. C'est une tour carrée en maçonnerie de 19 m de haut, avec galerie et lanterne. L'édifice est blanc et le dôme de la lanterne est verte. Deux maisons de gardien de phare ont été ajoutées plus tardivement. Un autre bâtiment blanc avec une tourelle carrée, devant le phare, abritait la machinerie de la corne de brume. À l'origine, c'était une machine à vapeur qui fut remplacée par des moteurs diesel. La corne de brume a été retirée du service dans les années 1990. Aujourd'hui les bâtiments qui furent vendus en 2012, sont une propriété privée non ouverte au public.
Identifiant : ARLHS : SCO-245 - Amirauté : A4362 - NGA : 4356.

### Lien connexe
- Liste des phares en Écosse